# Новая история Зосима
«Новая история» (греч. Ίστορία νέα) — дошедшее до нас сочинение византийского историка Зосима.

Труд освещает историю Римской империи от Августа до 410 года в шести книгах (конец последней утерян).
Это сочинение выгодно отличается от большинства других исторических компиляций как краткостью и чистотой языка, так и знанием дела, меткостью суждений и подчинением материала одной философской идее — стремлению раскрыть причины упадка Римской империи. Одной из этих причин автор считает распространение христианства, к которому относится враждебно (отсюда резкая критика деятельности Константина Великого и Феодосия Великого).

## Издания

### На иностранных языках
- Целларий (1679, 3-е изд. — Йена, 1729).
- Рейтемейер (Лейпциг, 1784).
- Беккер (Бонн, 1837 // Corpus Scriptorum Historiae Byzantinae).
- Мендельсон (Лейпциг, 1889).

### На русском языке
Полный текст: Зосим. Новая история / Пер., комм., указ. Н. Н. Болгова. — Белгород: Издательство Белгородского государственного университета, 2010. — 344 с.
Фрагменты:
- Книга I / Зосим; пер. и коммент. Н. Н. Болгова // Античный мир : материалы науч. конф., Белгород, 15 окт. 1999 г. / БелГУ, Рос. ассоц. антиковедов; отв. ред. Н. Н. Болгов. — Белгород, 1999. — С. 154—186.
- Книга II (главы 1—7) // Иресиона. Античный мир и его наследие : материалы III междунар. науч. семинара к 130-летию Белгор. гос. ун-та и к 20-летию каф. всеобщ. истории БелГУ / БелГУ ; под ред. Н. Н. Болгова. — Белгород, 2006. — Вып. 3. — С. 136—141.
- О Константине и основании Константинополя (книга II, главы 8—39) // Мир Византии : материалы междунар. науч. семинара, Белгород, 27-28 окт. 2006 г. : сб. / БелГУ ; отв. ред.-сост. Н. Н. Болгов. — Белгород, 2007. — С. 215—238.
- Книга III // Проблемы истории, филологии, культуры. — М. — Магнитогорск — Новосибирск: Ин-т археологии РАН, 2007. — № 17. — С. 526—570.
- Книга V // Проблемы историографии всеобщей истории : материалы междунар. науч. семинара, Белгород, 16 окт. 2000 г. / БелГУ ; отв. ред. Н. Н. Болгов. — Белгород, 2000. — С. 86—115.
- Книга VI // Вопросы всеобщей истории и политологии (к двадцатилетию истор. фак. БелГУ) : сб. ст. / БелГУ ; редкол.: В. Е. Михайлов [и др.]. — Белгород, 1997. — С. 49—56.